# Большая Кудара
Больша́я Кудара́ (бур. Ехэ Хγдэри) — село в Кяхтинском районе Бурятии. Входит в сельское поселение «Большекударинское».

## География
Расположено в 61 км к юго-востоку от Кяхты при впадении реки Кудары в Чикой, в 2,5 км к юго-западу от центра сельского поселения — посёлка Октябрьский.

## История
В XVIII веке существовала пограничная крепость Кудара, строительство которой началось в 1761 или в 1764 году. 
В селе действовала (сначала деревянная, с 1846 года кирпичная) Кударинская Троицкая церковь, разрушенная в 1930-е годы. В настоящее время предпринимаются попытки восстановить церковь.
В XIX веке в 1-м отделе Забайкальского казачьего войска — посёлок Кударинской станицы.
Административно входила в состав Верхнеудинского округа Забайкальской области, с 1872 года в Троицкосавский округ Забайкальской области.
Население в 1896 году — 1222 человека.

## Население
| 2002 | 2010 |
| ---- | ---- |
| 870  | ↘740 |

## Инфраструктура
Средняя общеобразовательная школа, детский сад, дом культуры, фельдшерско-акушерский пункт.

## Люди, связанные с селом
- Игумнов, Александр Васильевич (1761—1834) — коллежский секретарь, русский переводчик, востоковед и писатель, уроженец села.
- Черепанов, Семён Иванович (1810—1884) — российский писатель, журналист, уроженец села.
- Балков, Ким Николаевич (1937—2020) — советский, российский писатель, уроженец села.